# Roger Goodell
Roger Stokoe Goodell, född 19 februari 1959 i Jamestown i New York, är en amerikansk befattningshavare som är kommissarie för den professionella amerikansk fotbollsligan National Football League (NFL) sedan den 8 augusti 2006 när han efterträdde Paul Tagliabue på posten. Han har arbetat inom NFL sedan 1982 och innehaft många olika chefspositioner som bland annat exekutiv vicepresident och COO.
Goodell avlade en kandidatexamen i nationalekonomi vid Washington & Jefferson College.
Han är son till politikern Charles Goodell.